# Бишоп, Уильям Уорнер
Уильям Уорнер Бишоп (англ. William Warner Bishop) (1871, Ханнибал, Миссури, США — 19 февраля 1955, Анн-Арбор, США) — американский библиограф, библиотековед, педагог и теоретик в области каталогизации.

## Биография
Родился в 1871 году в Ханнибале. В 1880-х годах поступил в Мичиганский университет, который он окончил в 1889 году и поступил в бакалавриат, который он окончил в 1892 году и вдобавок окончил в 1893 году магистратуру. Работал преподавателем в Миссурийском колледже Уэслеан, Академии Северо-Западного университета и в Библейском институте Каррета в Чикаго, одновременно с этим в последнем институте работал в должности заместителя библиотекаря. С 1907 по 1915 год заведовал читальным залом Библиотеки Конгресса США. С 1907 по 1941 год заведовал библиотекой при Мичиганском университете.
Скончался 19 февраля 1955 года в Анн-Арборе.

## Научные работы
Основные научные работы посвящены библиотековедению.

## Членство в обществах
- Президент (1918-19) и Член Американской библиотечной ассоциации (1896-1906).
- Президент ИФЛА (1931-36).